# Mun- & Halscancerförbundet
Mun- & Halscancerförbundet (MHCF f.d. Svenska Laryngförbundet) är ett handikappförbund för personer som drabbats av cancer i munhåla, svalg eller struphuvud. Förbundet bildades ursprungligen som en intresseförening för laryngektomerade personer som fått struphuvudet med stämbanden bortopererade. Sedan 1988 kan även personer som opererats för cancer i munhåla och svalg bli medlemmar i Mun- & Halscancerförbundet 
Ordförande heter Tony Nilsson. 
Organisationen är medlemmar i Funktionsrätt Sverige
Medlemstidningen Lary kommer ut en gång i kvartalet. År 2010 bytte tidningen namn till Mun&Hals.